# Лаура Мононен
Лаура Катаріїна Мононен, до шлюбу Ахерво (5 жовтня 1984 , Лог'я, Нюландська губернія ) — фінська лижниця, бронзова призерка чемпіонату світу 2017 в естафеті.

## Життєпис
Лаура Ахерво народилася 5 жовтня 1984 року у фінському місті Лог'я. У 20 років дебютувала на змаганнях, що проводяться під егідою FIS: на домашньому етапі Континентального кубка у Валкеакоскі Лаура посіла 29-те місце в перегонах з роздільним стартом на 5 км.
8 березня 2009 року фінка дебютувала на етапах Кубка світу, але перегони на 10 км вільним стилем провела невдало, показавши лише 56-й час. За свою кар'єру Мононен один раз посідала призове місце на етапах Кубка світу в особистих перегонах і п'ять разів — у командних. Найкращий результат у загальному заліку — 10-те місце в сезоні 2016—2017.
Головне досягнення фінської лижниці — бронзова медаль домашнього чемпіонату світу 2017 в естафеті.
2018 року Лаура Мононен відібралася на Олімпійські ігри, однак не змогла проявити себе: в індивідуальних перегонах вона посіла 23-тє місце, а в скіатлоні — 19-те.

## Результати за кар'єру
Усі результати наведено за даними Міжнародної федерації лижного спорту.

### Олімпійські ігри
| Рік  | Вік | 10 км індивідуальні пер. | 15 км скіатлон | 30 км мас-старт | Спринт | 4 × 5 км естафета | Командна першість спринт |
| ---- | --- | ------------------------ | -------------- | --------------- | ------ | ----------------- | ------------------------ |
| 2018 | 33  | 23                       | 19             | —               | —      | —                 | —                        |

### Чемпіонати світу
- 1 медаль — (1 бронзова)

| Рік  | Вік | 10 км індивідуальні пер. | 15 км скіатлон | 30 км мас-старт | Спринт | 4 × 5 км естафета | Командна першість спринт |
| ---- | --- | ------------------------ | -------------- | --------------- | ------ | ----------------- | ------------------------ |
| 2015 | 30  | 34                       | —              | —               | —      | —                 | —                        |
| 2017 | 32  | 14                       | 13             | 18              | —      | Бронза            | —                        |
| 2019 | 34  | 14                       | 12             | 18              | 54     | 6                 | —                        |
| 2021 | 36  | —                        | 20             | —               | —      | —                 | —                        |

### Кубки світу

#### Підсумкові місця в Кубку світу за роками
| Сезон | Вік | Місце в дисципліні | Місце в дисципліні | Місце в дисципліні | Місце в Скі Тур | Місце в Скі Тур | Місце в Скі Тур | Місце в Скі Тур   | Місце в Скі Тур |
| Сезон | Вік | Загалом            | Дистанція          | Спринт             | Nordic Opening  | Тур де Скі      | Скі Тур 2020    | Фінал Кубка світу | Скі Тур Канада  |
| ----- | --- | ------------------ | ------------------ | ------------------ | --------------- | --------------- | --------------- | ----------------- | --------------- |
| 2009  | 24  | НК                 | НК                 | —                  | Н/Д             | —               | Н/Д             | —                 | Н/Д             |
| 2010  | 25  | НК                 | НК                 | —                  | Н/Д             | —               | Н/Д             | —                 | Н/Д             |
| 2011  | 26  | НК                 | НК                 | НК                 | 43              | —               | Н/Д             | —                 | Н/Д             |
| 2012  | 27  | 45                 | 32                 | 67                 | 28              | 20              | Н/Д             | 30                | Н/Д             |
| 2013  | 28  | 84                 | 58                 | НК                 | 35              | 30              | Н/Д             | —                 | Н/Д             |
| 2014  | 29  | 104                | 75                 | НК                 | 45              | НФ              | Н/Д             | —                 | Н/Д             |
| 2015  | 30  | 36                 | 27                 | 56                 | 19              | НФ              | Н/Д             | Н/Д               | Н/Д             |
| 2016  | 31  | 15                 | 11                 | 39                 | 22              | 9               | Н/Д             | Н/Д               | 14              |
| 2017  | 32  | 10                 | 9                  | 34                 | 9               | 12              | Н/Д             | 18                | Н/Д             |
| 2018  | 33  | 35                 | 21                 | 64                 | 13              | НФ              | Н/Д             | НФ                | Н/Д             |
| 2019  | 34  | 30                 | 23                 | 68                 | 30              | 11              | Н/Д             | 33                | Н/Д             |
| 2020  | 35  | 37                 | 29                 | 42                 | 34              | —               | 18              | Н/Д               | Н/Д             |
| 2021  | 36  | 50                 | 37                 | НК                 | 25              | —               | Н/Д             | Н/Д               | Н/Д             |

#### П'єдестали в особистих дисциплінах
- 1 п'єдестал (1 ЕКС)

| № | Сезон   | Дата         | Місце пров.       | Перегони               | Рівень           | Місце |
| - | ------- | ------------ | ----------------- | ---------------------- | ---------------- | ----- |
| 1 | 2014–15 | 8 січня 2015 | Добб'яко (Італія) | 15 км переслідування В | Етап кубка світу | 3-тє  |

#### П'єдестали в командних дисциплінах
- 5 п'єдесталів — (5 Ес)

| № | Сезон   | Дата           | Місце пров.            | Перегони              | Рівень      | Місце | Тов. по команді                   |
| - | ------- | -------------- | ---------------------- | --------------------- | ----------- | ----- | --------------------------------- |
| 1 | 2015–16 | 6 грудня 2015  | Ліллегаммер (Норвегія) | Естафета 4 × 5 км К/В | Кубок світу | 2-ге  | Пярмякоскі / Нісканен / Кюлленен  |
| 2 | 2016–17 | 18 грудня 2016 | Ла-Клюза (Франція)     | Естафета 4 × 5 км К/В | Кубок світу | 2-ге  | Саарінен / Кюлленен / Ропонен     |
| 3 | 2018–19 | 27 січня 2019  | Ульрісегамн (Швеція)   | Естафета 4 × 5 км К/В | Кубок світу | 3-тє  | Пярмякоскі / Ропонен / Piippo     |
| 4 | 2019–20 | 1 березня 2020 | Лахті (Фінляндія)      | Естафета 4 × 5 км К/В | Кубок світу | 2-ге  | Матінтало / Нісканен / Пярмякоскі |
| 5 | 2020–21 | 24 січня 2021  | Лахті (Фінляндія)      | Естафета 4 × 5 км К/В | Кубок світу | 3-тє  | Матінтало / Нісканен / Пярмякоскі |